# 国際人権規約

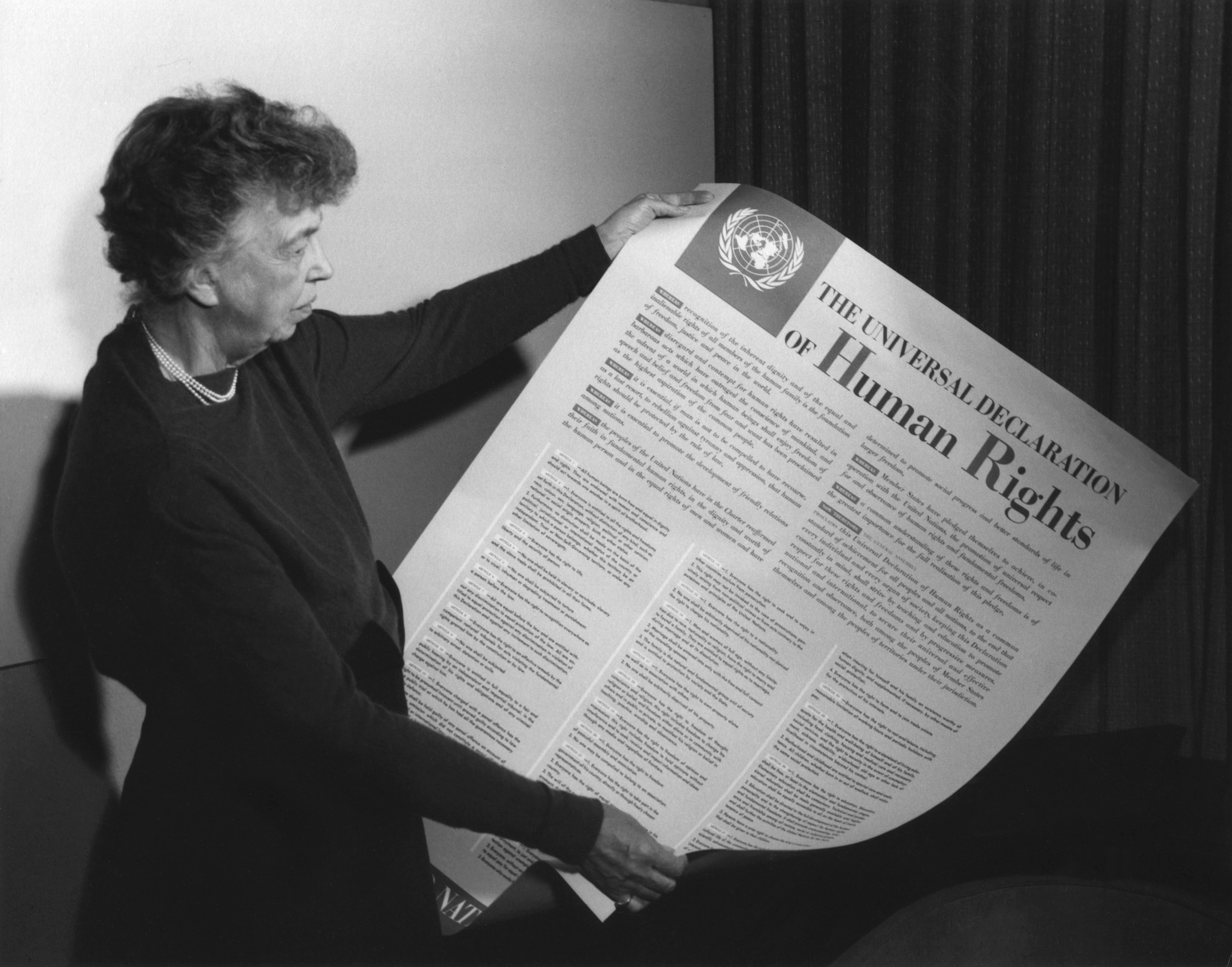
世界人権宣言を持つエレノア・ルーズベルト、1949年。

国際人権規約（こくさいじんけんきやく、英語: International Covenants on Human Rights）とは、人権に関する多国間条約である経済的、社会的及び文化的権利に関する国際規約（社会権規約、A規約）、市民的及び政治的権利に関する国際規約（自由権規約、B規約）及びその選択議定書の総称である。
世界人権宣言とともに、「国際人権章典」（こくさいじんけんしょうてん、英語: International Bill of Human Rights）を構成する。
社会権規約、自由権規約及び自由権規約の第1選択議定書は、いずれも1966年12月16日に国際連合総会で採択され、1976年に発効した。また、1989年12月15日、自由権規約の第2選択議定書（死刑廃止議定書）が採択され、1991年7月11日に発効した。さらに、社会権規約の個人通報制度を規定する社会権規約選択議定書も2008年に採択され、2013年に発効した。
世界人権宣言の内容を基礎として条約化したものであり、国際人権法にかかる人権諸条約の中で最も基本的かつ包括的なものである。

## 経緯
国際連合憲章（1945年）は、前文において「基本的人権と人間の尊厳及び価値と男女及び大小各国の同権とに関する信念をあらためて確認」するとし、第1条で「人種、性、言語または宗教による差別なくすべての者のために人権及び基本的自由を尊重するように助長奨励すること」を国際連合設立の目的の一つとした。その背景には、1930年代に登場したナチスドイツをはじめとする全体主義国家において、人権が抑圧されており、人権の国際的な保障の必要性が認識されたこと、連合国は大西洋憲章において、戦争目的として全ての人類の「恐怖及び欠乏からの解放」と「生命を全うすることを保障するような平和の確立」をうたっていたこと、西側諸国にとって経済活動の自由を保障する基盤を整備しておく必要があったことなどがあった。
しかし、国連憲章の文言は具体性を欠いていたため、1946年に設立された国連人権委員会が人権規定の具体化作業に着手した。人権委員会は、当初は単一の国際人権章典の作成を目指していたが、容易でなかったため、1948年に、まずは国連総会で世界人権宣言を採択することとした。ただし、法的拘束力がなかったため、実効性を欠いた。
人権委員会は、その直後から条約の起草作業を始めたが、自由権のみならず社会権を含めるか、含めるとすれば一つの規約で定めるか、実施措置をいかなる形で定めるかという点について、国連加盟国の間で激しい議論が続いた。自由権と社会権の相互依存性から、規約に社会権を含める方針が定まったが、その後も、社会主義国が一つの規約にまとめることを主張したのに対し、西側諸国は伝統的な分類に従って自由権と社会権の二つに分けることを主張した。結果的に後者が採用されることとなり、人権委員会は1954年に起草作業を終えた。その後、国連総会（第3委員会）での逐条審議が行われ、1966年12月16日の第21回国際連合総会で採択された。1976年に発効した。

## 内容
本規約の履行を確保するため、締結国は国際連合に対し規約実現のために取った措置などに関する報告義務を負う。

### 自由権規約

#### 第1選択議定書
第1選択議定書では、自由権規約に規定された権利の侵害があった場合、国連が個人の通報を受理・審議する手続きについて定めている。この選択議定書には欧州評議会の全ての加盟国に加え、カナダ、南アメリカ諸国、オーストラリア、ニュージーランドも批准している。

#### 第2選択議定書（死刑廃止条約）
第2選択議定書では、死刑廃止を目的とする選択議定書を締結した国の義務、国連に対する個人の通報などを定めている。

## 日本の批准
日本は1979年に社会権規約・自由権規約ともに批准しているが、以下の点については国内法との関係から留保及び解釈宣言を行っている。
- 中等教育の無償化（2012年9月11日に受諾[6]）
- 労働者への休日の報酬の支払い
- 公務員のストライキ権の保障
- 社会権規約・自由権規約の「警察職員」には消防吏員も含まれると解釈（2012年11月に有識者委員会から「消防吏員については受諾し団結権を容認するのが適切」と答申が発されており地方公務員法改正案も提出されている）

市民的及び政治的権利に関する国際規約の選択議定書（第1選択議定書）、市民的及び政治的権利に関する国際規約の第2選択議定書（第2選択議定書）は批准していない。これは第1選択議定書は司法権の独立が懸念されること、第2選択議定書は死刑廃止を定めていることが主な理由である。これに対し「国連規約人権委員会」からは、第1選択議定書の早期批准、国内法では救済されない場合がある個人による通報制度の整備、人権侵害の申し立てを受ける独立機関の設置、「公共の福祉」の厳格な定義、死刑廃止への改善、市民の政治的意思表明権の完全な保障などが求められている。